# Roswell Flower

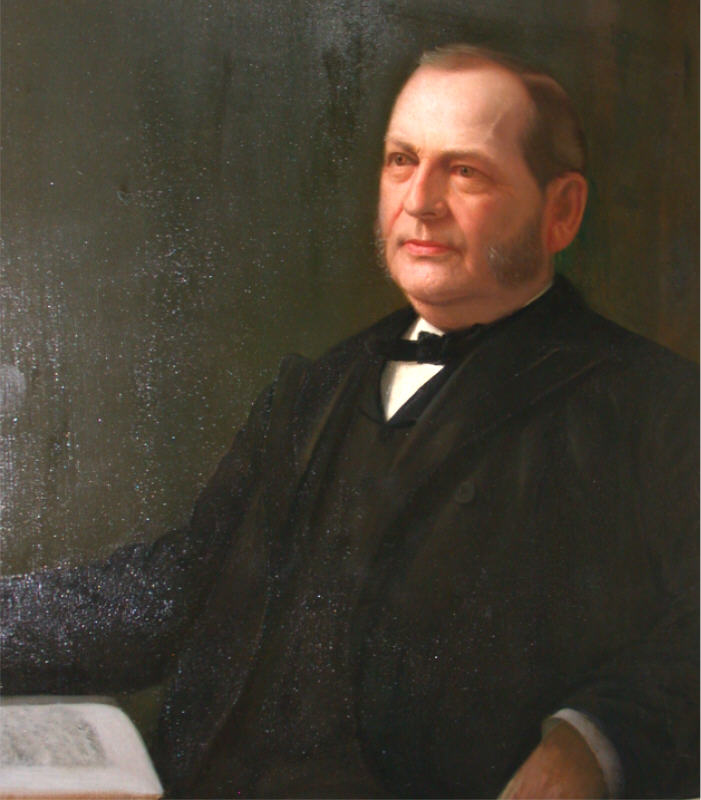
Roswell Flower

Roswell Pettibone Flower (ur. 7 sierpnia 1835 w Theresa, hrabstwo Jefferson, Nowy Jork, zm. 12 maja 1899 w Eastport, Nowy Jork) – amerykański polityk, członek Partii Demokratycznej, gubernator stanu Nowy Jork, deputowany do Izby Reprezentanów.
Ukończył Theresia High School (1851). Był prywatnym przedsiębiorcą, przez jakiś czas pracował w bankowości, był też zastępcą poczmistrza w Watertown (1854–1860). Od 1869 mieszkał w Nowym Jorku. W listopadzie 1881 po raz pierwszy został członkiem Izby Reprezentantów, zajmując miejsce Leviego Mortona, mianowanego ambasadorem we Francji. Ponownie zasiadał w Izbie Reprezentantów od marca 1889 do września 1891 (zrezygnował po pół roku drugiej kadencji). W 1891 został wybrany gubernatorem stanu Nowy Jork, funkcję pełnił w latach 1892–1895. Zmarł 12 maja 1899 w Eastport, pochowany został na cmentarzu Brookside w Watertown.